# Нуші Дадгостар
Мернуш «Нуші» Дадгостар (20 червня 1985 , Енгельгольм, Крістіанстад ) — шведська політична діячка, депутатка Риксдагу з 2014 року, заступниця голови Шведської лівої партії з 2018 по 2020 рік, а також голова з 2020 року.

## Кар'єра
3 лютого 2020 року Дадгостар оголосила, що балотуватиметься на посаду лідерки своєї партії після відставки Юнаса Шестедта. Наприкінці вересня 2020 року вона була офіційно висунута новою лідеркою партії, а 31 жовтня Дадгостар була обрана лідеркою Лівої партії.
У середині червня 2021 року вона пригрозила домогтися вотуму недовіри прем’єру Стефана Левена після того, як уряд оголосив про намір пом’якшити закони про контроль оренди в Швеції. 15 червня вона висунула уряду 48-годинний ультиматум про скасування своїх планів, інакше вона виведе Ліву партію з урядової коаліції. Дадгостар виконала погрозу, що призвело до голосування в парламенті, де Риксдаг проголосував відсторонити Левена від влади.

## Особисте життя
Її батьки переїхали до Швеції як біженці з Ірану, щоб уникнути переслідувань на початку 1980-х. Вона виросла в Гетеборзі.
Вивчала юриспруденцію у Стокгольмському університеті, хоча й не закінчила навчання.